# 王渝屏
王渝屏（英語：Wang, Yu-Ping，1994年10月8日—），台灣新生代女演員、模特兒。

## 經歷
王渝屏出生於台灣台北市。青少年時期為時尚模特兒。妹妹為演員王渝萱。
2017年，畢業於國立台北藝術大學電影創作學系，主修鏡頭表演，同年則以左岸咖啡館系列廣告《法國人說－約會之後篇》而逐漸受到關注。首部戲劇作品為2018年公共電視戲劇《你的孩子不是你的孩子》單元〈貓的孩子〉，於其中飾演羅志葳而嶄露頭角，並以此作品入圍第54屆金鐘獎迷你劇集／電視電影新進演員獎。2020年參與首部主演電影《哈囉少女》。

## 影視作品

### 電影
| 年份 | 電影名稱      | 飾演角色 | 導演   |
| 2020 | 《哈囉少女》  | 吳允蘅   | 王威翔 |
| 2022 | 《野夏天》    | 夏雪     | 蘇哲賢 |
| 2022 | 《童話·世界》 | 郭詩琦   | 唐福睿 |
| 2023 | 《本日公休》  | 年輕學徒 | 傅天余 |
| 2024 | 《環南時候》  | 余康敏   | 李鼎   |

### 短片
| 年份 | 戲劇名稱             | 演出角色 | 導演   |
| 2018 | 《清除失業》         | 林庭語   | 王天佑 |
| 2019 | 《Once》             | 丁       | 謝麗伶 |
| 2020 | 《她他》             | 柯宥澄   | 陳可芸 |
| 2021 | 《看不見攻擊的程式》 | U        | 陳宏一 |

### 迷你劇集/電視電影
| 年份 | 劇名                               | 飾演角色         | 導演           | 播出頻道                  |
| 2018 | 《你的孩子不是你的孩子——貓的孩子》 | 羅志葳           | 陳慧翎         | 公共電視、Netflix         |
| 2019 | 鏡文學驚悚劇場《完美Lily》。       | 王美心           | 沈騏           | 公共電視、愛奇藝、Netflix |
| 2020 | 公視學生劇展《平凡的末日》         | 小帆             | 許菲瑜         | 公共電視                  |
| 2020 | 《黑喵知情》                       | 張佳婷           | 陳保中、包祥麟 | LINE TV、民視無線台       |
| 2021 | 《天橋上的魔術師》                 | 黃小平           | 楊雅喆         | 公共電視                  |
| 2022 | 《媽，別鬧了！》                   | 王玫玫(青年時期) | 陳慧翎、李俊宏 | Netflix                   |
| 2022 | 《我願意》                         | 李蓮心           | 吳洛纓、姜瑞智 | MOD、Hami Video           |
| 2022 | 《第9節課》                        | 夏語心           | 王麗文         | 愛奇藝                    |
| 2023 | 《暗潮–不道德的秘密》              | 張莉薇           | 徐宏輝         | 公共電視                  |

### 音樂錄影帶
| 上線日期 | 作品名稱                   | 歌手     | 導演       |
| 2018     | 《如果我們還在一起》       | 宇宙人   | 尹國賢     |
| 2018     | 《不想與你過了這樣的一生》 | 藍色窗簾 | 蔡子安     |
| 2019     | 《我不要多幸福》           | 陶晶瑩   | 傅天余     |
| 2019     | 《因為有你》               | 陶晶瑩   | 傅天余     |
| 2019     | 《愛上屬於你的天空》       | F.I.R    | Henry Chen |
| 2019     | 《地球上最后的夜晚》       | 焦邁奇   | Mo Chen    |
| 2019     | 《沒有錯》                 | 家家     | 黃子然     |
| 2019     | 《台北流浪指南》           | 傷心欲絕 | 曾崴榆     |
| 2020     | 《受夠》。                 | 周興哲   | 陳慧翎     |
| 2020     | 《格格不入》               | 陳立農   | 黃婕妤     |
| 2020     | 《安森girl》               | 許含光   | 陳容寬     |
| 2020     | 《你已忘記但我還記得的事》 | 原子邦妮 | 莊志文     |
| 2020     | 《東京人壽》               | 容祖兒   | 黃婕妤     |
| 2021     | 《消化不良》               | Leo王    | 郭佩萱     |
| 2023     | 《無名氏敬上》             | 傷心欲絕 | 劉立       |

### 廣告
| 上線日期 | 作品名稱                                  | 導演   |
| 2017     | 左岸咖啡館《法國人說——約會之後篇》        | 羅景壬 |
| 2018     | 肯德基《翅粉烏托邦》                      | 張智發 |
| 2018     | 雪碧《生來顛覆——愛心篇》                  | 尹國賢 |
| 2018     | 廣汽本田《理念VE-1車款形象廣告》          | 潘昶勳 |
| 2020     | 全聯福利中心《Sandy與紅衣女子的世紀對談》 | 羅景壬 |

## 獎項紀錄
| 年份 | 頒獎典禮           | 獎項                         | 相關作品                           | 結果 |
| ---- | ------------------ | ---------------------------- | ---------------------------------- | ---- |
| 2019 | 第54屆金鐘獎       | 迷你劇集／電視電影新進演員獎 | 《你的孩子不是你的孩子——貓的孩子》 | 提名 |
| 2023 | 新加坡亞洲內容大獎 | 最佳女配角獎                 | 《我願意》                         | 銀獎 |
| 2023 | 第58屆金鐘獎       | 戲劇節目女配角獎             | 《第9節課》                        | 提名 |

## 外部連結
- 王渝屏的Facebook專頁
- 王渝屏的Instagram帳戶
- 王渝屏在互联网电影资料库（IMDb）上的資料（英文）